# Line Kruse (Schauspielerin)
Line Kruse (* 3. August 1975 in Frederiksværk, Dänemark) ist eine dänische Schauspielerin.

## Leben
Kruse begann als Kinderdarstellerin im Film Eine ungewöhnliche Entführung im Jahr 1988 und wirkte auch in der Filmserie um Krümel (1991–1994) mit. Im Jahr 2000 schloss sie die Ausbildung an der Skuespillerskolen ved Aarhus Teater ab. Sie hat in mehr als 20 Filmen mitgewirkt.
Line Kruse ist mit dem dänischen Regisseur Anders Thomas Jensen verheiratet.

## Filmografie (Auswahl)
- 1988: Emmas Schatten (Skyggen af Emma), auch bekannt als Eine ungewöhnliche Entführung
- 1991: Frech wie Krümel (Krummerne)
- 1992: Krümel im Chaos (Krummerne 2: Stakkels Krumme)
- 1994: Krümel hat Ferien (Krummerne 3 - fars gode idé)
- 1994: Und tschüss! (Folge 12: Der Brieffreund)
- 1985: Operation Cobra
- 1986: Davids bog
- 1996: Backstabbed - Spiel der Angst (Mørkeleg)
- 1999: In China essen sie Hunde (I Kina spiser de hunde)
- 1999: Mifune – Dogma III (Mifunes sidste sang)
- 2001: Ein richtiger Mensch (Et rigtigt menneske)
- 2003: Dänische Delikatessen (De grønne slagtere)
- 2006: Das Genie und der Wahnsinn (Sprængfarlig bombe)
- 2009: Simon & Malou
- 2010: Eine Familie (En familie)
- 2011: Nordlicht - Mörder ohne Reue (Den som dræber, Fernsehserie)
- 2011: Noget i luften
- 2012: Rita (Fernsehserie)
- 2012: Love Is All You Need
- 2013: The Contest
- 2016: Follow the Money (Bedrag, Fernsehserie)
- 2022: Chosen (Fernsehserie)